# Saint-Chaptes
Saint-Chaptes ist eine französische Gemeinde mit 2.030 Einwohnern (Stand 1. Januar 2022) im Département Gard in der Region Okzitanien.

## Geografie
Saint-Chaptes liegt 16 Kilometer nordwestlich von Nîmes und zwölf Kilometer südwestlich von Uzès am Südrand der Cevennen. Das Gemeindegebiet wird vom Gardon sowie den Bächen Auriol und Devois durchflossen. Die Nachbargemeinden von Saint-Chaptes sind Saint-Dézéry im Norden, Garrigues-Sainte-Eulalie im Osten, Sainte-Anastasie, Dions und La Calmette im Süden, Saint-Geniès-de-Malgoirès im Südwesten und Sauzet und Moussac im Westen.

## Geschichte
Das Gemeindegebiet war bereits im Altertum von Menschen besiedelten, die Pfahlbauten am Gardon errichteten. 1928 wurde mit einem Menhir aus der Kupferzeit auch ein religiöses Zeugnis aus dieser Epoche gefunden. Weil dieser mit einer Grabanlage verbunden war, gilt er als ein Hinweis auf eine aktive Beerdigungskultur zu dieser Zeit. Auch aus der Römerzeit existieren zahlreiche Fundstücke, die eine Besiedlung zu dieser Zeit belegen. Im Jahr 1121 wurde Saint-Chaptes erstmals unter dem Namen Villa Sancta Agatha erwähnt. Der Ort profitierte bei seiner weiteren Entwicklung insbesondere von der Lage am Gardon, der das umliegende Land fruchtbar macht. Zudem war das Dorf mit Nîmes, Uzès, Alès und Anduze von vier bedeutenden Städten des Mittelalters umgeben. 1535 noch unter dem Namen Sancte Agate erwähnt, erhielt der Ort 1615 den Namen Saint-Chates. Somit hat ein Wechsel des Patronats stattgefunden, wobei der alte Patron weiblich und der neue männlich ist. Ein Dokument aus dem Jahr 1698 beweist, dass es sich bei Sainte-Agathe weiterhin um den offiziellen Namen handelte, dieser jedoch umgangssprachlich von Saint-Chatte abgelöst wurde. Mit der Französischen Revolution wurde Letzterer in der Schreibweise Saint-Chaptes zum gesetzlichen Namen des Ortes. Das Dorf war stets landwirtschaftlich und vor allem vom Weinbau geprägt, weswegen die Reblausplage im späten 19. Jahrhundert für die lokale Wirtschaft besonders schwere Auswirkungen hatte.

## Bevölkerungsentwicklung
| Jahr      | 1962 | 1968 | 1975 | 1982 | 1990 | 1999 | 2009 | 2017 |
| --------- | ---- | ---- | ---- | ---- | ---- | ---- | ---- | ---- |
| Einwohner | 735  | 714  | 652  | 814  | 889  | 1184 | 1604 | 1865 |

## Sehenswürdigkeiten
Das Schloss von Saint-Chaptes im Südosten des Ortes wurde 1217 Ziel einer Plünderung. Das im 14. Jahrhundert erweiterte Gebäude gehörte eine lange Zeit Guillaume de Nogaret und seinen Erben, ehe diese es im 18. Jahrhundert auf königliche Anordnung verloren. Weil das Schloss im Verlauf der französischen Revolution zerstört wurde, sind nur noch wenige Elemente aus dem Mittelalter erhalten geblieben. Dazu zählen einige Schießscharten, ein gewölbter Raum sowie ein Wasserspeier. 
Um 1212 wurde die Tour de Gatigne (dt. Turm von Gatigne) erbaut, um den herum später ein weiteres Schloss entstand. Das Schloss stellte im Mittelalter eine Kommende des Templerordens dar. Es war danach zunächst in Besitz des französischen Königs, der es 1306 Guillaume de Nogaret schenkte. Fortan hatte das Schloss diverse Besitzer. Nach der französischen Revolution entstand eine Schlosskapelle. Daneben verfügt es über einen kunstvoll gearbeiteten Kamin. Der Turm wurde im 19. Jahrhundert renoviert.
Im Dorfzentrum befinden sich neben einer katholischen und einer protestantischen Kirche einige historische Gebäude. Außerdem gibt es dort eine Stierkampfarena.